# Catharsius platypus
Catharsius platypus är en skalbaggsart som beskrevs av Sharp 1875. Catharsius platypus ingår i släktet Catharsius och familjen bladhorningar. Inga underarter finns listade.